# Jacqueline Moore
Jacqueline DeLois Moore, conosciuta semplicemente come Jacqueline (Dallas, 6 gennaio 1964), è un'ex wrestler e manager di wrestling statunitense.
Nota per i suoi trascorsi nella World Wrestling Federation/Entertainment  dal 1998 al 2004, così come nella World Championship Wrestling dal 1997 al 1998 e più tardi nella Total Nonstop Action Wrestling.
Ha iniziato la sua carriera nella World Class Championship Wrestling, per poi passare alla United States Wrestling Association, dove ha vinto per quattordici volte lo USWA Women's Championship. Più tardi si trasferita alla World Championship Wrestling, dove ha fatto brevemente da manager agli Harlem Heat. Nel 1998, si è unita alla World Wrestling Federation (WWF; in seguito rinominata World Wrestling Entertainment). Ha iniziato a essere la manager di Marc Mero e ha incominciato la sua prima rivalità con Sable, che si è conclusa con la reintroduzione del Women's Championship, vinto da Moore per due volte. Nel 1999 ha formato un'alleanza tutta al femminile con Terri Runnels e Ryan Shamrock chiamata Pretty Mean Sisters. Nel 2004 ha inoltre vinto il WWE Cruiserweight Championship, titolo mai vinto da nessun'altra donna. Nel 2016 è stata introdotta nella WWE Hall of Fame.

## Carriera

### Gli inizi nei circuiti indipendenti (1988–1991)
Moore iniziò ad allenarsi in una palestra del Dallas (l'unica donna in quella scuola) dopo aver incontrato il manager di wrestling professionistico Skandor Akbar. Fece il suo debutto sul ring nella World Class Championship Wrestling nel 1988 con il ring-name di Sweet Georgia Brown. Con lo stesso pseudonimo aveva lottato in Giappone per la Frontier Martial-Arts Wrestling, battendosi con atleti del calibro di Megumi Kudo e Combat Toyoda. Gareggiò inoltre nelle federazioni femminili Ladies Professional Wrestling Association e Women's Pro Wrestling.

### United States Wrestling Association e Universal Wrestling Federation (1991–1996)
Passò poi alla United States Wrestling Association a Memphis, dove era conosciuta come Miss Texas. Fece il suo debutto come valletta heel per Eric Embry e Tom Prichard come parte del Team Texas durante il feud Texas vs Tennessee. In seguito fu coinvolta in una faida con la Dirty White Girl Kim Anthony, partecipando a un Mudpit Match e in un Hair vs Hair match che Anthony vinse e Moore si fece rasare i capelli. Fu in assoluto la prima campionessa femminile della USWA, vincendo il torneo del titolo appena introdotto il 2 marzo 1992. Tra il marzo del 1992 e l'agosto del 1996 detenne il titolo per un totale di otto volte, scambiandolo con Lauren Davenport, Luna Vachon e Debbie Combs.
Nel 1993 divenne la prima donna ad essere inclusa nella classifica Pro Wrestling Illustrated 500, che dettaglia i 500 migliori wrestler professionisti del mondo. Sempre in quell'anno doveva debuttare nella World Wrestling Federation (WWF) con il nome Wynonna come manager di Jeff Jarrett: alla fine del 1993 filmò alcuni sketch, ma lasciò la WWF prima del debutto, a causa di un infortunio. Ciononostante, apparse sull'edizione del febbraio 1994 dell'allora WWF Magazine. 
Nel 1995 fu inserita in una faida con la valletta di Reggie B. Fine e Don Bass, Sweet Georgia Brown. Quest'ultima era gelosa di Moore dopo che la USWA aveva mandato in onda un video musicale della donna, e furono coinvolte in diverse risse. Più tardi durante quell'anno ebbe una faida con Uptown Karen, l'amante di Downtown Bruno. La rivalità, durante la quale Moore formò un'alleanza con l'ex nemica Sweet Georgia Brown, culminò in un Hair vs. Hair match che fu vinto da Miss Texas.
Gareggiò anche nella Universal Wrestling Federation di Herb Abrams, vincendo il titolo femminile della federazione nel 1994.

### Smoky Mountain Wrestling (1995)
Approdò nella Smoky Mountain Wrestling (SMW) nell'ottobre del 1995 con il ring-name di Sgt. Rock e si unì alla milizia di Jim Cornette, che includeva Tommy Rich, Robert Gibson, Terry Gordy e The Punisher. Tuttavia, il suo stint in SMW non durò, poiché la compagnia si sciolse alla fine di novembre.

### World Championship Wrestling (1997–1998)
Dopo aver inviato alcune sue foto alla World Championship Wrestling (WCW), venne contattata da J.J. Dillon che le offrì un contratto. Debuttò nella federazione come manager di Kevin Sullivan, aiutandolo nella sua faida con Chris Benoit e intraprendendone una con la ex moglie di Sullivan, Woman. L'alleanza si concluse a Bash at the Beach, dopo che Moore colpì con una sedia di legno la testa di Sullivan, causandone la sconfitta contro Benoit. 
Il 9 agosto, a Road Wild, diventò manager di Harlem Heat. Successivamente ebbe un feud con Disco Inferno che riuscì a sconfiggere durante un Halloween Havoc il 26 ottobre.

### World Wrestling Federation/Entertainment (1998–2004)

#### Women's Champion (1998)

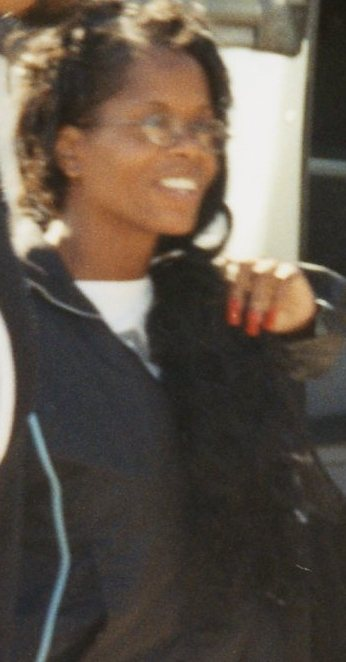
Jacqueline durante un tour della WWF nel 1999

Dopo le brevi apparizioni nel 1993-1994, tornò nella World Wrestling Federation (WWF) a metà 1998. Debuttò il 1º giugno a Raw come fidanzata di Marc Mero e iniziò una rivalità con Sable, moglie di Mero. Il 26 luglio a Fully Loaded: In Your House fu protagonista con Sable di un bikini contest: Vince McMahon squalificò l'avversaria per non aver indossato un tradizionale bikini e Jacqueline fu dichiarata vincitrice. In seguito Jacqueline e Marc Mero sfidarono a SummerSlam Sable e il suo misterioso tag team partner, rivelatosi poi Edge, e i due sconfissero Mero e Moore. Nella puntata di Raw is War del 21 settembre, vinse il WWF Women's Championship battendo Sable. Due mesi più tardi alle Survivor Series, Sable sconfisse Jacqueline conquistando il Women's Championship.

#### Pretty Mean Sisters (1998–1999)
Moore e Mero si separarono nella puntata di Sunday Night Heat del 22 novembre 1998; Jacqueline formò poi un'alleanza con Terri Runnels (conosciuta come Pretty Mean Sisters "PMS"), la quale si era separata dal marito, Goldust. Nella puntata di Raw del 23 novembre durante il match tra Mero e Goldust, Jacqueline e Terri interferirono colpendo entrambi con un colpo basso.
Dopo che Terri dichiarò di essere incinta del suo fidanzato Val Venis, quest'ultimo la lasciò a causa della notizia. Jacqueline e Terri formarono originariamente un'alleanza con D'Lo Brown e Mark Henry, accompagnandoli nel loro match contro Val Venis e The Godfather a Rock Bottom: In Your House nel mese di dicembre.
Nel gennaio 1999 Terri dichiarò di avere sofferto di un aborto spontaneo dopo che venne colpita da Brown. Brown divenne un servitore delle PMS, le quali lo forzarono a combattere contro il suo amico Mark Henry. L'inganno durò fino al 1º febbraio, quando un dottore a bordo ring disse a Brown che Terri non era incinta. Le PMS iniziarono così una faida con Brown costandogli alcuni match attaccando anche la sua nuova manager, Ivory. Jacqueline tornò a lottare nella divisione femminile a marzo, e nella puntata di Raw del 12 aprile prese parte a un fatal 4-way match contro Ivory, Tori e Sable per il Women's Championship. Il match si concluse in un no-contest dopo che la guardia del corpo di Sable Nicole Bass interferì colpendo le tre sfidanti con una chokeslam.

#### Secondo regno e varie faide (2000–2003)
Nell'episodio di SmackDown! del 1º febbraio 2000, Jacqueline vinse per la seconda volta il WWF Women's Championship dopo aver sconfitto Harvey Wippleman (che aveva vinto la cintura di Miss Kitty mentre era travestito da donna sotto l'identità di "Hervina") in un Lumberjill Snowbunny match, un incontro svoltosi in una piscina piena di neve circondata da lottatrici il cui scopo era quello di evitare che The Kat e Hervina lasciassero la piscina. Difese con successo il suo titolo contro Luna Vachon, con la quale iniziò una breve faida, ma a marzo perse la cintura contro Stephanie McMahon, a seguito di un'estesa interferenza della D-Generation X.
Per tutto agosto e settembre fu impegnata in una serie di match contro l'allora campionessa femminile Lita, tra cui un Hardcore match. Nel gennaio del 2001, durante un incontro tra Jacqueline e Lita, entrambe attaccarono Ivory, dopo che questa aveva criticato la divisione femminile. Più tardi quell'anno, prese parte alla prima stagione del reality show del WWF Tough Enough come allenatrice al fianco di Al Snow, Tazz e Tori.
Alla fine del 2001 partecipò alla Six Pack Challenge per il vacante WWF Women's Championship il 18 novembre alle Survivor Series, che vide Trish Stratus vincere la cintura. Alcune settimane dopo, Jacqueline sfidò Stratus per il titolo a Vengeance, ma la canadese vinse il match dopo aver sorpreso Moore con un backslide pin.
Nel 2002 si esibì come arbitro ed esordì nel match tra Jazz e Trish Stratus durante la Royal Rumble. Alla fine del 2002, Moore e Stratus iniziano una faida con Victoria, che condusse le wrestler a sfidarsi in un triple threat match ad Armageddon, dove Victoria difese il titolo. Tra il 2002 e il 2003 apparse spesso a Heat e a Raw, scontrandosi con Molly Holly, Jazz e Victoria. Nel maggio del 2003 prese parte ad un Fatal-four-way a Judgement Day contro Victoria, Jazz e Trish Stratus; Moore non riuscì però a vincere il match, che vide vincitrice la campionessa Jazz.

#### Ultime apparizioni (2003–2004)
Jacqueline apparse raramente tra la fine del 2003 e l'inizio del 2004. Durante l'episodio di SmackDown! del 6 maggio 2004, l'allora WWE Cruiserweight Championship Chavo Guerrero lanciò una sfida aperta a chiunque volesse affrontarlo, mettendo in palio il suo titolo: Moore accettò di competere contro di lui e lo sconfisse, diventando la prima lottatrice a vincere il suddetto titolo. Perse però la cintura contro Chavo a Judgement Day in un match in cui il braccio di Guerrero era legato dietro la schiena. In realtà, durante il match, il wrestler fu aiutato dal padre Chavo Classic a slegarsi e a barare mentre l'arbitro era distratto, vincendo l'incontro scorrettamente.
La federazione rilasciò Jacqueline nel giugno del 2004, quando non sapeva più che fare del suo personaggio.

### Circuito indipendente (2005–2006)
Nel giugno 2005 ebbe un match nella Independent Association of Wrestling (IAW) contro Vanessa Harding. Il 25 giugno sconfisse Harding e Crystal Carmichael e vinse il campionato femminile IAW. Nel marzo 2006 gareggiò anche in Messico.

### Total Nonstop Action Wrestling (2004, 2007–2013)

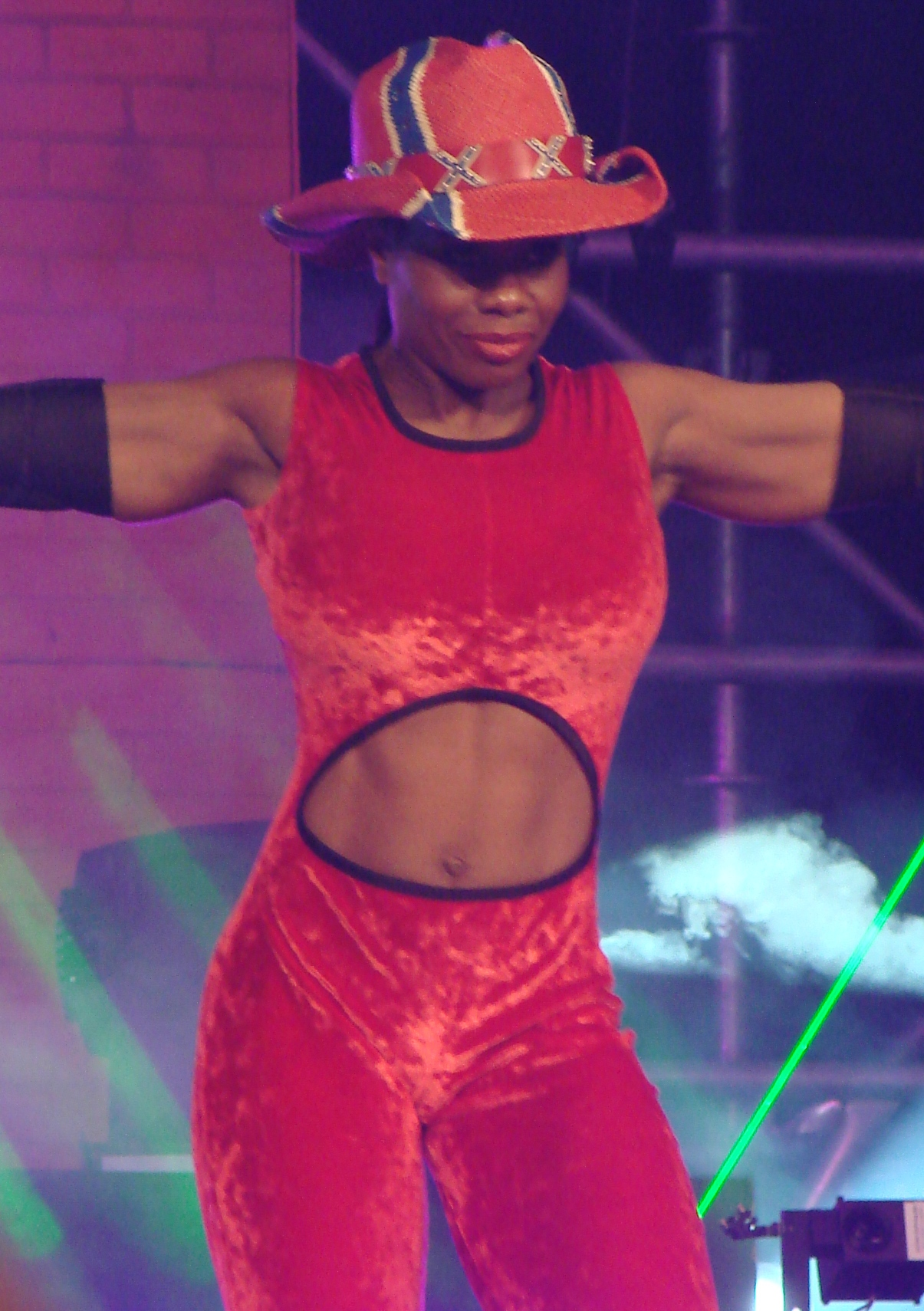
Jackie Moore nel 2007 al Lockdown

Debuttò come face nella Total Nonstop Action Wrestling (TNA) il 7 novembre 2004, durante il pay-per-view Victory Road, perdendo un match con Trinity e, nel ruolo di arbitro, fece una seconda apparizione il 5 dicembre durante il Turning Point tra le coppie contendenti dei tag team Pat Kenney e Johnny B. Badd contro Johnny Swinger e Glenn Gilberti
Ritornò in TNA, questa volta come heel, durante il Final Resolution del 14 gennaio 2007 unendosi a James Storm e attaccando la sua manager Gail Kim. Le due ingaggiarono una rivalità che le portò ad essere protagoniste di diversi incontri, come il primo Steel Cage match tra donne nella storia della TNA tenutosi nell'edizione 2007 del Lockdown. Successivamente partecipò al Knockouts Gauntlet match tenutosi a Bound for Glory per stabilire la prima TNA Knockout's Champion della storia. Moore non riuscì però a vincere la cintura (vinta da Kim), venendo eliminata da Awesome Kong. 

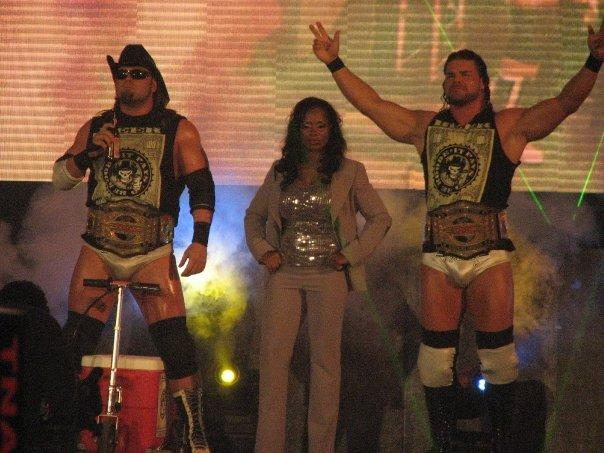
Moore nel 2008, con il duo Beer Money, Inc.

Durante il 2008 continuò a gareggiare nella divisione femminile, prendendo parte anche ad alcuni pay-per-view, senza però riuscire a conquistare il titolo delle Knockouts. Iniziò poi a fare da manager ai Beer Money, Inc. (James Storm e Robert Roode), prima di essere rimossa dal palinsesto ed incominciare il lavoro di agente dietro le quinte del programma.
Ritornò in azione sul ring il 19 giugno 2009, sconfiggendo Rhaka Khan in un house show a Grand Rapids, in Michigan, per poi lasciare la TNA il 12 luglio.
Il 13 giugno 2011 ritornò in TNA come tag team partner di ODB e durante le registrazioni della puntata di Impact! le due dichiararono di voler far pulizia nella divisione femminile delle Knockouts. Dopo lunghe settimane di lavoro come face, il 1º settembre, durante un'edizione di Impact!, Jacqueline e ODB firmarono un contratto con la nuova responsabile della divisione Knockouts Karen Jarrett. Successivamente le due lottatrici si unirono a Velvet Sky per battersi con Angelina Love, Sarita e Rosita. Tuttavia, Moore non apparì più negli show della federazione per poi annunciare la scadenza del suo contratto avvenuta il 28 novembre 2011.
Tornò nuovamente in TNA nel marzo del 2013 in un'edizione del pay-per-view One Night Only TNA Knockout Knockdown (mandato in onda il 6 settembre dello stesso anno). Sconfisse Taryn Terrell e nella stessa serata partecipò ad una Battle Royal, in cui attaccò la sua ex partner ODB, ma poco dopo fu eliminata da quest'ultima. Due giorni dopo, al ppv One Night Only TNA Hardcore Justice 2, venne sconfitta da ODB, in un Knockouts Hardcore match.

### WWE Hall of Fame e apparizioni sporadiche (2016–presente)
Nella puntata di Raw del 14 marzo 2016 fu ufficializzata la sua introduzione nella WWE Hall of Fame. Il 2 aprile, durante la cerimonia ufficiale, Moore venne introdotta dai Dudley Boys, diventando la prima donna afroamericana a far parte dell'istituzione.
Il 22 gennaio 2018 fece un'apparizione insieme ad altre ex lottatrici della WWE durante la puntata speciale di Raw che celebrava il 25º anno del roster. Prese poi parte alla prima Royal Rumble femminile dell'omonimo pay-per-view, venendo sconfitta da Nia Jax.

## Personaggio

### Mosse finali
- Bridging german suplex
- Float–over DDT
- Guillotine choke
- Spinning back kick
- Tornado DDT

### Soprannomi
- "The Pride of Tennessee"
- "The Big Bad Black Barbie"
- "Ms. Texas"

### Wrestler assistiti
- Kevin Sullivan
- Harlem Heat (Booker T e Stevie Ray)
- Marc Mero
- Meat
- D'Lo Brown
- Mark Henry
- APA (Faarooq & Bradshaw)
- James Storm
- Robert Roode

## Titoli e riconoscimenti

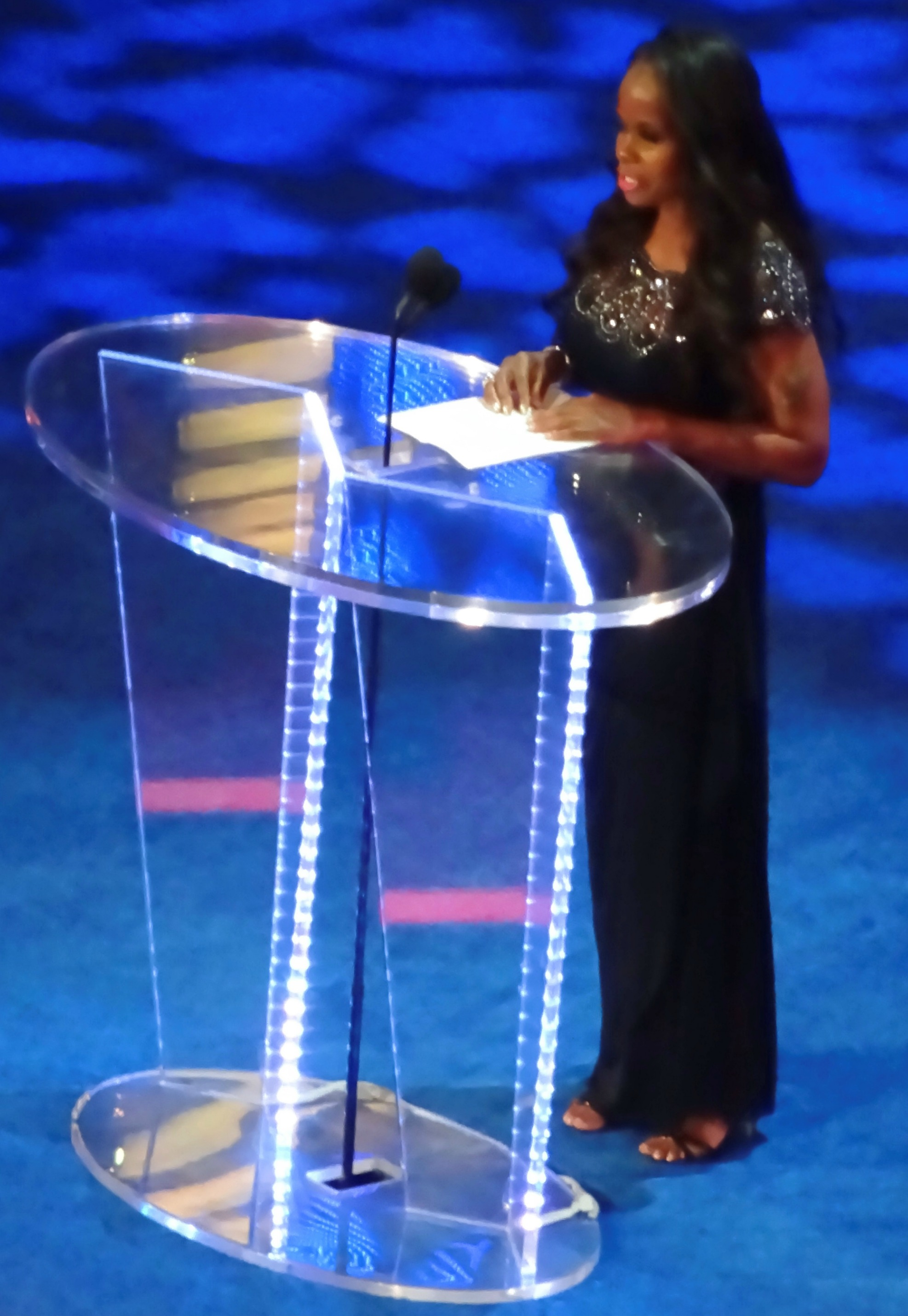
Jacqueline durante la sua introduzione nella WWE Hall of Fame

- Independent Association of Wrestling
  - IAW Women's Championship (1)
- Pro Wrestling Illustrated
  - 249º tra le 500 migliori wrestler nella PWI 500 (1993)
  - 17º tra le 50 migliori wrestler di sempre nella PWI Female 50 (2008)
- United States Wrestling Association
  - USWA Women's Championship (14)
  - USWA Women's Championship Tournament (1992)
- Universal Wrestling Federation
  - UWF Women's World Championship (1)
- World Wrestling Council
  - WWC Women's Championship (1)
- World Wrestling Federation/Entertainment
  - WWE Cruiserweight Championship (1)
  - WWF/E Women's Championship (2)
  - WWE Hall of Fame (classe del 2016)

## Nei videogiochi
- WWF Attitude
- WWF WrestleMania 2000
- WWF SmackDown!
- WWF SmackDown! 2: Know Your Role
- WWF No Mercy
- WWE WrestleMania X8
- WWE Raw 2
- WWE 2K17
- WWE 2K18
- WWE 2K19